# Aricidea longicirrata
Aricidea longicirrata är en ringmaskart som beskrevs av Hartmann-Schröder 1965. Aricidea longicirrata ingår i släktet Aricidea och familjen Paraonidae.
Artens utbredningsområde är Mexikanska golfen. Inga underarter finns listade i Catalogue of Life.